# 小行星2686
小行星2686（2686 Linda Susan）是一颗围绕太阳公转的小行星。1981年5月5日，卡羅琳·舒梅克在帕洛马山发现了此天体。
該小行星以舒梅克的女兒琳達·蘇珊·薩拉扎爾（Linda Susan Salazar）命名。
这颗小行星的绝对星等为289.66058等。